# Grom Pobedy, Rasdawaisja!
Grom Pobedy, Rasdawaisja! (russisch Гром побе́ды, раздава́йся! – dt. Siegesdonner, erklinge!) ist ein Siegesmarsch des russisch-polnischen Komponisten Józef Kozłowski aus dem Jahr 1791, der Text stammt vom russischen Dichter Gawriil Derschawin. Das Stück galt im späten 18. und frühen 19. Jahrhundert als inoffizielle Hymne Russlands.

## Geschichte
Kozłowski komponierte den Marsch unter dem Eindruck der Einnahme der türkischen Festung Ismail am Donaudelta durch Alexander Suworow, welche zum Ende des Fünften Russisch-Türkischen Kriegs führte. Das Stück galt als inoffizielle Hymne Russlands, war aber zu keinem Zeitpunkt offizielle russische Nationalhymne. Besondere Beliebtheit erlangte es 1812 im Zuge des Russlandfeldzuges, im Jahr 1831 dichtete Wassili Schukowski einen alternativen Text, in dem die Rückeroberung Warschaus durch die russische Armee gerühmt wird.
Die Weise ist eine Polonaise.

## Text
Russische Originalversion

Гром победы, раздавайся! 

Веселися, храбрый Росс! 

Звучной славой украшайся. 

Магомета ты потрёс! 

  Припев:

    Славься сим, Екатерина!

    Славься, нежная к нам мать!

Воды быстрые Дуная 

Уж в руках теперь у нас; 

Храбрость Россов почитая, 

Тавр под нами и Кавказ. 

  Припев:

    Славься сим, Екатерина!

    Славься, нежная к нам мать!
Transkription

Grom pobedy, rasdawaisja! 

Wesselisja, chrabry Ross! 

Swutschnoi slawoi ukraschaisja. 

Magometa ty potrjos! 

  Pripew:

    Slawsja sim, Jekaterina!

    Slawsja, neschnaja k nam mat!

Wody bystryje Dunaja 

Usch w rukach teper u nas; 

Chrabrost Rossow potschitaja, 

Tawr pod nami i Kawkas.

    Pripew: 

    Slawsja sim, Jekaterina!

    Slawsja, neschnaja k nam mat!
Deutsche Übersetzung

Siegesdonner, erklinge! 

Freu dich, tapferer Russe! 

Bewundere dich in deinem Ruhm. 

Du hast den Propheten Mohammed erzittern lassen! 

  Refrain:

    Ruhm sei dir, Katharina!

    Ruhm dir, unserer fürsorglichen Mutter!

Die schnellen Wasser der Donau 

Sind nun in unseren Händen; 

Die Tapferkeit der Russen achtend 

Sind nun Taurien und der Kaukasus unter unserer Herrschaft. 

  Refrain:

    Ruhm sei dir, Katharina!

    Ruhm dir, unserer fürsorglichen Mutter!

## Belege
1. ↑  Isabelle de Keghel: Die Staatssymbolik des neuen Russland. Lit Verlag, Münster 2008, ISBN 978-3-8258-8862-6, S. 84.
2. 1 2 3  Isabelle de Keghel: Die Staatssymbolik des neuen Russland. Lit Verlag, Münster 2008, ISBN 978-3-8258-8862-6, S. 59.